# Sesta Godano
Sesta Godano (ligur nyelven A Sesta vagy Sèsta Godàn) település Olaszországban, Liguria régióban, La Spezia megyében. Lakosainak száma 1275 fő (2023. január 1.). Sesta Godano Albareto, Borghetto di Vara, Carro, Carrodano, Varese Ligure, Zeri, Brugnato és Zignago községekkel határos.

## Népesség
A település lakossága az elmúlt években az alábbi módon változott:
| Lakosok száma | 1361 | 1339 | 1275 |
|               | 2017 | 2018 | 2023 |